# Nortec Collective
Nortec Collective é um grupo formado por diversos projetos individuais. O grupo foi formado em Tijuana, cidade localizada no estado Baja California, no México. Seu estilo musical mistura música eletrônica com sons de percussão tradicionalmente mexicanos (Banda sinaloense ou Tambora), além da música norteña, resultando no estilo Nortec ("norteño" + "techno"). Atualmente o grupo é formado por quatro projetos individuais: Bostich, Fussible, Hiperboreal e Clorofila. Recentemente, os membros dos projetos decidiram se dividir em duas duplas, mas para manter a integridade e continuidade do projeto Nortec Collective, eles se apresentam sob os nomes Nortec Collective presenta: Bostich + Fussible e Nortec Collective presenta: Hiperboreal + Clorofila.

## História
Os vários projetos começaram se reuniram para produzirem e executarem música nortec no ano de 1999. Em 2001, eles assinaram um contrato de gravação com a gravadora Palm Pictures, que lançou seu primeiro álbum Tijuana Sessions Vol. 1 sob o nome Nortec Collective. O line-up para esse álbum incluía Bostich, Clorofila, Fussible, Hiperboreal, Panoptica, Plankton Man e Terrestre. Os dois últimos deixaria o grupo em 2002.
Em 2005, Pepe Mogt (Fussible) compõe a canção-título para a trilha sonora de Tijuana Makes Me Happy (2005), filme de Dylan Verrechia. A canção também apareceria na trilha sonora do jogo de vídeo game FIFA World Cup 2006.
O segundo álbum do Nortec Collective, Tijuana Sessions, Vol. 3, produzido pela gravadora Nacional Records, recebeu muitos elogios da crítica e foi indicado a dois prêmios Grammy Latino em 2006.
Em 2008, o Nortec Colllective deixou de funcionar como um coletivo propriamente dito, com os vários projetos individuais tocando e gravando separadamente. De acordo com a página do grupo no Myspace eles esclarecem que, até novos comunicados, não haverá concertos sob o nome Nortec Collective (grupo completo), com os quatro integrantes se apresentando juntos. Porém o projeto continua sendo difundido a partir das formações Nortec Collective presenta: Bostich + Fussible e Nortec Collective presenta: Hiperboreal + Clorofila.
Os projetos individuais têm se apresentados separadamente com considerável sucesso. Em 2008 o álbum Tijuana Sound Machine do combo Bostich e Fussible (produzido também pela Nacional Records), foi nomeado ao Grammy Latino, na categoria "melhor álbum de rock/alternativo". Em 2010 foi a vez do álbum Corridos Urbanos, do projeto Clorofila, receber indicação a mesma categoria.
O projeto Nortec Collective vem utilizando vários elementos de som do gênero musical Tambora (ou Banda sinaloense) e elementos culturais do estado mexicano Sinaloa - conhecido pelos ritmos da Tambora. É notável a influência do grupo pela cultura regional nativa até mesmo na arte visual de seus álbuns.

## Integrantes

### Membros
- Fussible (Pepe Mogt)
- Bostich (Ramón Amezcua)
- Clorofila (Jorge Verdín)
- Hiperboreal (Pedro Beas)

### Ex-membros
- Terrestre (Fernando Corona)
- Plankton Man (Ignacio Chavez Uranga)
- Panóptica (Roberto Mendoza)
- Fussible (Melo Ruiz)

## Discografia
- The Tijuana Sessions Vol. 1 (2002)
- The Tijuana Sessions Vol. 3 (2005)
- Nortec Collective Presents Bostich+Fussible: Tijuana Sound Machine (2008)
- Nortec Collective Presents Clorofila: Corridos Urbanos (2010)
- Nortec Collective Presents Bostich+Fussible: Bulevar 2000 (2010)